# Museu da Ciência Professor Mario Tolentino
O Museu da Ciência Professor Mario Tolentino, situado em São Carlos, no estado de São Paulo, Brasil, foi inaugurado em 2012 como um espaço dedicado à recreação e educação com foco nas áreas científica, tecnológica e artística. Com diversas atrações interativas e experimentos, o museu foi criado pela prefeitura, sendo nomeado em homenagem ao professor, pesquisador e historiador Mario Tolentino.

## Histórico
O museu foi inaugurado em 14 de abril de 2012, durante a gestão do então prefeito Oswaldo Barba, em conjunto com o então Ministro da Ciência, Tecnologia e Inovação, Marco Antonio Raupp, sendo financiado com verbas municipais e federais. Ele recebeu o nome do educador, pesquisador e político são-carlense Mario Tolentino (1915–2004), uma homenagem da cidade em reconhecimento aos importantes feitos e à visibilidade que o professor Tolentino trouxe para São Carlos. 

## Acervo
O museu, inicialmente voltado para experimentos de física, possui mais de cem experimentos interativos e planeja expandir sua atuação para outras áreas da ciência. Entre os itens do acervo, destaca-se o gerador de Van de Graaff, o Airball, o Gyrotec e a Casa Maluca. O museu também abriga réplicas de esqueletos de dinossauros, como o Abelissauro e o Anhanguera, além de uma área de exposição que reúne fosseis de organismos vegetais que viviam na região.

## Curiosidades
O professor Mario Tolentino, educador que dá nome ao museu, é autor de alguns livros, sendo eles "O azul do planeta: um retrato da atmosfera terrestre", "A atmosfera terrestre" e "Estudo crítico sobre o clima da região de São Carlos". Foi agraciado com o título de Doutor "Honoris Causa" pela Universidade Federal de São Carlos (UfSCar), em 1991.